# Nagroda im. Karla Dedeciusa
Nagroda im. Karla Dedeciusa – nagroda dla tłumaczy literatury niemieckojęzycznej na język polski i polskiej na język niemiecki, przyznawana do 2019 r. co dwa lata przez Fundację im. Roberta Boscha oraz Niemiecki Instytut Spraw Polskich  w Darmstadt. Jej wysokość wynosi 10 000 euro.
Nagroda zastąpiła w 2003 r. przyznawaną od 1981 r. przez Fundację im. Roberta Boscha nagrodę promocyjną dla polskich tłumaczy literatury niemieckiej. W zamyśle fundatorów wyróżnienie to ma być wyrazem uznania dla tłumaczy jako budowniczych mostów między Niemcami i Polakami na niwie literackiej. Jej patronem jest Karl Dedecius, wybitny tłumacz literatury polskiej i zasłużony jej popularyzator w Niemczech.
Uroczystość wręczenia nagród organizowana jest przez Niemiecki Instytut Spraw Polskich na przemian w Krakowie i w Darmstadt. Decyzją fundatorów nagroda ze środków Fundacji im. Roberta Boscha została po raz  ostatni wręczona w 2019 r. w Darmstadt. 
Z okazji 100. urodzin Karla Dedeciusa władze Niemieckiego Instytutu Spraw Polskich zapowiedziały wznowienie programu, nagrodę wręczono zaś po raz kolejny w 101. urodziny Karla Dedeciusa, 20 maja 2022 r., w Kościele Miejskim w Darmstadt.

## Laureaci[1]
- 2003 – Krzysztof Jachimczak(inne języki) i Hans-Peter Hoelscher-Obermaier(inne języki)
- 2005 – Maria Przybyłowska(inne języki) i Olaf Kühl(inne języki)
- 2007 – Tadeusz Zatorski(inne języki) i Martin Pollack
- 2009 – Renate Schmidgall(inne języki) i Ryszard Wojnakowski
- 2011 – Esther Kinsky i Ryszard Turczyn
- 2013 – Jakub Ekier i Bernhard Hartmann
- 2015 – Katarzyna Leszczyńska i Sven Sellmer
- 2017 – Eliza Borg(inne języki) i Lisa Palmes(inne języki)
- 2019 – Monika Muskała i Thomas Weiler(inne języki)[2]
- 2022 – Elżbieta Kalinowska i Andreas Volk[4]
- 2024 – Urszula Poprawska i Lothar Quinkenstein[5]